# لي جيمس
لي جيمس (بالإنجليزية: Lee James)‏ هو سياسي أمريكي، ولد في 20 نوفمبر 1948. حزبياً، نشط في الحزب الجمهوري. وقد انتخب عضو مجلس نواب بنسيلفانيا.

## وصلات خارجية
- الموقع الرسمي